# Gerhard Kuhn Orgelbau
Die Firma Gerhard Kuhn Orgelbau war ein deutsches Orgelbauunternehmen in Esthal. Es bestand von 1978 bis 2012.

## Geschichte

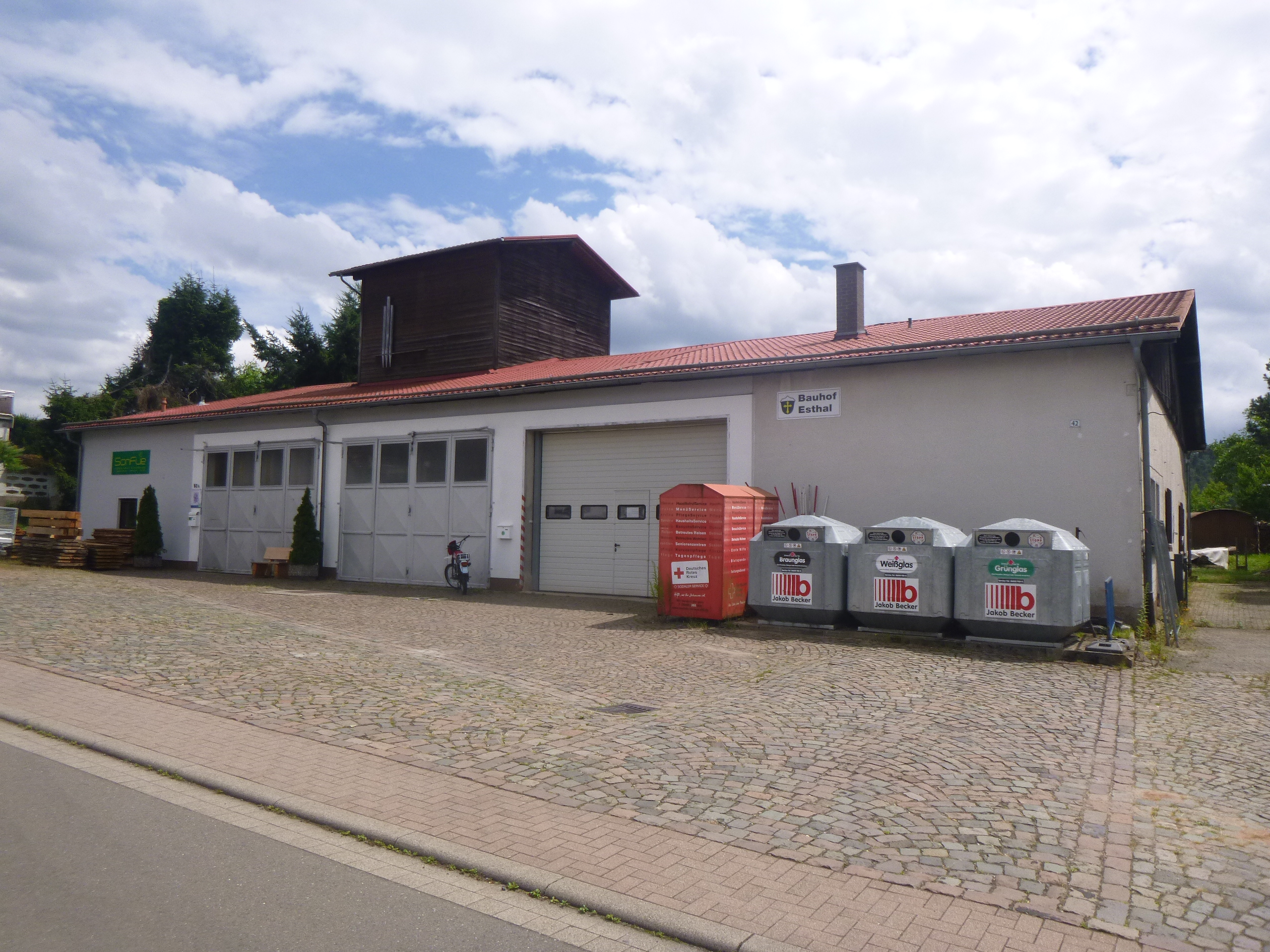
Ehemalige Werkstätte des Unternehmens

Das Unternehmen wurde 1978 durch Gerhard Kuhn (* 27. Januar 1943 in Esthal; † 20. Juni 2022) gegründet. Kuhn legte 1967 die Gesellen- und 1976 seine Meisterprüfung zum Orgel- und Harmoniumbauer ab. Die Gesellenjahre verbrachte er bei den Firmen Walcker, Scherpf und Wehr, bevor er sich 1978 in Esthal selbstständig machte. Hier diente seit 1985 eine umgebaute Bushalle als Werkstatt, aus der insgesamt 26 Orgelneubauten und 22 Truhenorgeln hervorgingen. Zudem wurden zahlreiche Werke restauriert oder umgebaut. Sein größter Neubau für St. Ludwig in Frankenthal (Pfalz) aus dem Jahr 1988 verfügt über 46 klingende Register auf drei Manualen und Pedal.
Mit dem Eintritt Gerhard Kuhns in den Ruhestand zum 30. April 2012 wurde die Firma aufgelöst. Kuhn wirkte auch als Organist und Chordirigent. Zudem engagierte er sich in der Kommunalpolitik und war im Gemeinderat und Verbandsgemeinderat tätig. In den Jahren 1996–2014 war er Bürgermeister von Esthal.

## Werkliste

### Größere Instrumente mit Opusnummer
| Opus | Jahr | Ort                              | Kirche                       | Bild | Man.  | Reg. | Bemerkungen/Quellen |
| ---- | ---- | -------------------------------- | ---------------------------- | ---- | ----- | ---- | --- |
| 1    | 1979 | Roxheim (Bobenheim-Roxheim)      | St. Maria Magdalena          |      | III/P | 34   | Vollelektrische Trakturen                                                                                                 |
| 2    | 1980 | Sondernheim                      | St. Johannes der Täufer      |      | II/P  | 19   | |
| 3    | 1980 | Zeiskam                          | St. Bartholomäus             |      | II/P  | 17   | Im historischen Gehäuse                                                                                                   |
| 4    | 1981 | Frankenstein (Pfalz)             | Protestantische Kirche       |      | II/P  | 14   | Im historischen Gehäuse von Steinmeyer 1914                                                                               |
| 5    | 1981 | Silz (Pfalz)                     | St. Sebastian                |      | II/P  | 16   | |
| 6    | 1983 | Ludwigshafen-Pfingstweide        | St. Albert                   |      | II/P  | 16   | |
| 7    | 1984 | Speyer                           | St. Ludwig                   |      | II/P  | 27   | Aufgrund der Profanierung der Kirche nach Polen verkauft.                                                                 |
| 8    | 1983 | Frankenthal (Pfalz)              | Heilige Dreifaltigkeit       |      | III/P | 33   | Reorganisation bzw. technischer Neubau der bestehenden Orgel von Wolfgang Scherpf                                         |
| 9    | 1984 |                                  | Hausorgel (privat)           |      | I/P   | 4    | mit Bass-Diskant-Teilung, 2025 wurde das Instrument zum Verkauf angeboten                                                 |
| 10   | 1986 | Hallgarten (Pfalz)               | St. Maria                    |      | II/P  | 17   | |
| 11   | 1988 | Frankenthal (Pfalz)              | St. Ludwig                   |      | III/P | 46   | Größte Orgel der Firma |
| 12   | 1988 | Weidenthal                       | St. Simon und Judas Thaddäus |      | I/P   | 7    | 1988 für das kath. Pfarrzentrum St. Nikolaus Frankeneck erbaut, 2023 nach Weidenthal übertragen. Mit Bass-Diskant-Teilung |
| 13   | 1989 | Ludwigshafen-Oggersheim          | Krankenhaus Zum guten Hirten |      | I/P   | 6    | |
| 14   | 1990 | Edenkoben                        | St. Ludwig                   |      | III/P | 29   | Mit Koppelmanual; im historischen Gehäuse von Voit                                                                        |
| 15   | 1990 | Feilbingert                      | St. Michael                  |      | II/P  | 15   | Im historischen Gehäuse                                                                                                   |
| 16   | 1990 | Dietschweiler                    | Protestantische Kirche       |      | I/P   | 10   | |
| 17   | 1991 | Bubenhausen (Zweibrücken)        | Protestantische Kirche       |      | II/P  | 8    | |
| 18   | 1992 | Bundenthal                       | St. Peter und Paul           |      | II/P  | 20   | |
| 19   | 1993 | Uchtelfangen                     | Evangelische Kirche          |      | II/P  | 12   | |
| 20   | 1994 | Ingenheim (Billigheim-Ingenheim) | St. Bartholomäus             |      | II/P  | 15   | |
| 21   | 1994 | Worms-Weinsheim                  | St. Bonifatius               |      | II/P  | 18   | |
| 22   | 1994 | Bischheim (Donnersberg)          | Protestantische Kirche       |      | I/P   | 8    | Im historischen Gehäuse                                                                                                   |
| 23   | 1995 | Deidesheim                       | St. Ulrich                   |      | II/P  | 25   | Im historischen Gehäuse von Walcker, das Rückpositiv wurde ergänzt.                                                       |
| 24   | 2000 | Landau in der Pfalz              | Heilig Kreuz                 |      | II/P  | 20   | |
| 25   | 2001 | Königsbach an der Weinstraße     | St. Johannes                 |      | II/P  | 18   | |
| 26   | 2002 | Münchweiler an der Rodalb        | St. Georg                    |      | II/P  | 21   | |

### Truhen- und Kleinorgeln
| Jahr | Ort                        | Kirche                      | Bild | Man. | Reg. | Bemerkungen/Quellen                         |
| ---- | -------------------------- | --------------------------- | ---- | ---- | ---- | ------------------------------------------- |
| 1982 | Schifferstadt              | Martin-Luther-Kirche        |      | I    | 4    | Truhenorgel                                 |
| 1983 | Annweiler am Trifels       | Protestantische Kirche      |      | I    | 4    | Truhenorgel                                 |
| 1984 | Dahn                       | St. Laurentius              |      | I    | 5    | Truhenorgel; 1988 umgesetzt ins BKI Speyer. |
| 1985 | Landstuhl                  | Altenheim St. Nikolaus      |      | I    | 4    | Truhenorgel                                 |
| 1986 | Enkenbach                  | St. Norbert                 |      | I    | 4    | Truhenorgel                                 |
| 1986 | Mannheim                   | Josef-Bauer-Haus            |      | I    | 4    | Truhenorgel                                 |
| 1988 | Ludwigshafen               | Heinrich-Pesch-Haus         |      | I    | 4    | Truhenorgel                                 |
| 1989 | Altenbamberg               | Protestantische Kirche      |      | I    | 4    | Truhenorgel                                 |
| 1989 | Deidesheim                 | Altenheim St. Elisabeth     |      | I    | 4    | Truhenorgel                                 |
| 1990 | Frankenthal (Pfalz)        | Altenheim Heilig Geist      |      | I    | 4    | Truhenorgel                                 |
| 1990 | Pirmasens                  | St. Anton                   |      | I    | 4    | Truhenorgel                                 |
| 1991 | Bad Bergzabern             | Protestantische Kirche      |      | I    | 4    | Truhenorgel                                 |
| 1991 | Kaiserslautern             | Altenheim St. Hedwig        |      | I    | 4    | Truhenorgel                                 |
| 1991 | Limburgerhof               | Altenzentrum St. Bonifatius |      | I    | 4    | Truhenorgel                                 |
| 1992 | Neustadt an der Weinstraße | Schwesternhaus              |      | I    | 4    | Positiv                                     |
| 1993 | Trippstadt                 | Schwesternhaus              |      | I    | 4    | Truhenorgel                                 |
| 2000 | Albbruck                   | Christuskirche              |      | I    | 4    | Truhenorgel                                 |
| 2004 | Dannenfels                 | Kloster Gethsemani          |      | I    | 5    | Truhenorgel                                 |
| 2005 | Landstuhl                  | Altenheim St. Nikolaus      |      | I    | 4    | Truhenorgel                                 |